# 直译
在翻译理论中，直译（literal translation、direct translation、metaphrase）或逐字译（word-for-word translation）是一种逐词翻译，不考虑词与词之间的语法关系和语境的翻译方式，与意译（根据相同语意重述整个文本）相对。与仿译、音译（根据语音重述造词）相似。直译容易有时会翻译出没有道理的句子，是机器翻译的主要问题。

## 直译和意译

### 区别
直译注重意义的准确传达，如果必要，可以不顾及原文的结构成分和意义的某些隐含成分，而意译较多是在翻译句子或词组（或更大的意群）的时候发生的。大体上讲，直译比较倾向于保持原文的结构成分（如句法规范）；意译则会关注到翻译某些隐含成分（如俚語、幽默因素）。

### 如何选择
翻译者在面对同一翻译对象时，从直译和意译中作出选择，可能会考虑到原文的结构成分、意义的隐含成分对于译文语言和译文读者的意义。因为原文的这种结构可能不甚合于译文语言的规范，甚至很难合乎习惯地实现；但如果译文不遵从这种结构，又会在意义上有某种损失，尽管这种损失可能很小。原文意义的隐含成分，可以直接表达出来（或者必须直接表达出来，否则读者无从通过译文理解），代替读者对意义的探知过程。但是，这一代替也许会限制了原文对于读者的开放性，使得不同于译文表达的意义的理解变得不可能。翻译者衡量这些方面不同的重要性，作出取舍。

## 补救措施
翻译者可能清楚地意识到各种翻译方式的不足，并试图采用各种补偿方式，以抵消各种翻译方式带来的意义损失。例如，对于难以理解的直译，翻译者可能通过加脚注帮助读者理解。对于某些意译，可以通过附加原文的方式，使原文的开放性得以重现。

## 應用
一些外語作品的標題若採用直譯，則可能難以吸引觀眾或讀者的注意，或難以理解含義，出版社或片商往往會另外命名。例如1939年上映的美國電影《亂世佳人》（Gone with the Wind），直譯為「隨風而逝」。